# Serra de Noet
La Serra de Noet és una serra situada entre els municipis d'Avià i de Berga a la comarca del Berguedà, amb una elevació màxima de 754 metres.